# Paolo Zannella
(Paolo Zannella, Ragioni, da Rosanera, 1957)
Paolo Zannella (Fondi, 27 dicembre 1923 – Roma, 31 dicembre 1999) è stato un poeta italiano.

## Opere
- Rosanera (1957)

## Curiosità
In occasione di un concerto romano di Andrés Segovia, Zannella lo andò a trovare nel suo camerino per regalargli una copia del suo libro Rosanera. In esso una delle poesie è proprio dedicata al chitarrista:
Chitarre, rapitemi chitarre,
nei vostri cuori d'arcobaleno sento che la musica ha più coralità di mille pensieri,
che è il motivo di un accordo profondo del mio mare sempre inquieto»
(Paolo Zannella, da Rosanera, 1957)
Segovia fu molto contento del regalo, tanto da contraccambiarlo con una delle sue chitarre.